# (12221) Ogatakoan
(12221) Ogatakoan es un asteroide perteneciente al cinturón de asteroides descubierto por Hiroki Kosai y Kiichiro Hurukawa desde el Observatorio Kiso del monte Ontake, Japón, el 14 de noviembre de 1982.

## Designación y nombre
Ogatakoan fue designado inicialmente como 1982 VS2.
Posteriormente, en 2003, se nombró en honor del médico japonés Ogata Kōan (1810-1863).

## Características orbitales
Ogatakoan orbita a una distancia media de 2,617 ua del Sol, pudiendo acercarse hasta 2,391 ua y alejarse hasta 2,843 ua. Su inclinación orbital es 1,984 grados y la excentricidad 0,08636. Emplea 1546 días en completar una órbita alrededor del Sol. El movimiento de Ogatakoan sobre el fondo estelar es de 0,2329 grados por día.

## Características físicas
La magnitud absoluta de Ogatakoan es 13,9.